# Алтах
Алтах (на немски: Altach) е селище в Западна Австрия. Разположен е в окръг Фелдкирх на провинция Форарлберг. Надморска височина 412 m. Селището е основано на 1 януари 1801 г. Има жп гара. Отстои на около 4 km източно от границата с Швейцария. Население 6341 жители към 1 април 2009 г.

## Спорт
Представителният футболен отбор на селището се казва ШК Райндорф Алтах. Състезава се от 2006 г. в Австрийската Бундеслига.